# Rolando Palacios
Rolando Cruz Palacios Castillo (ur. 3 maja 1987, Sambo Creek) – honduraski lekkoatleta specjalizujący się w sprincie, olimpijczyk z Pekinu i Rio de Janeiro.
Srebrny (w biegu na 200 metrów) i brązowy (bieg na 100 metrów) medalista mistrzostwa NACAC U-23 (2008). W roku 2008 na igrzyskach w Pekinie startował w biegu na 100 metrów (odpadł w eliminacjach) i biegu na 200 metrów (odpadł w ćwierćfinałach). Na uniwersjadzie w 2009 zajął pierwsze miejsce w biegu na 100 m. Rok później zdobył srebrny medal na Mistrzostwach Ibero-Amerykańskich. W 2013 zdobył dwa złota i jedno srebro podczas igrzysk Ameryki Środkowej w San José.